# Крест «За взятие Праги»
Крест «За взятие Праги» (встречается название — Крест «За взятие Варшавы») — российская награда, учреждённая императрицей Екатериной II для поощрения участников штурма Праги (предместья Варшавы) во время восстания Костюшко.
Офицеры за взятие варшавского предместья Праги были награждены орденами Св. Георгия и Св. Владимира, а те, кто не получил их, были награждены золотыми крестами с надписью: «За труды и храбрость». На оборотной стороне креста была надпись: «Прага взята октября 24 1794». Носился на ленте ордена Св. Георгия.
Серебряная ромбовидная медаль с надписью «За труды и храбрость при взятье Праги октября 24 1794 г.» на красной ленте ордена Св. Александра Невского предназначалась для нижних чинов, «как в сем штурме мужественно подвизавшихся, так и прочих, кои в течение действий оружия нашего на укрощение мятежа в Польше произведенных находилися в разных сражениях», говорилось в именном императорском указе от 1 января 1795 г. Право на получение медали имели не только солдаты — непосредственные участники штурма Праги, но и принимавшие участие в военных действиях в других районах Польши. На аверсе медали — вензель Екатерины II.
Получение золотого креста давало право дополнения трёх лет к выслуге, а при дальнейшем награждении орденом Св. Георгия IV степени за выслугу лет, правом получения этого ордена как за боевые заслуги.

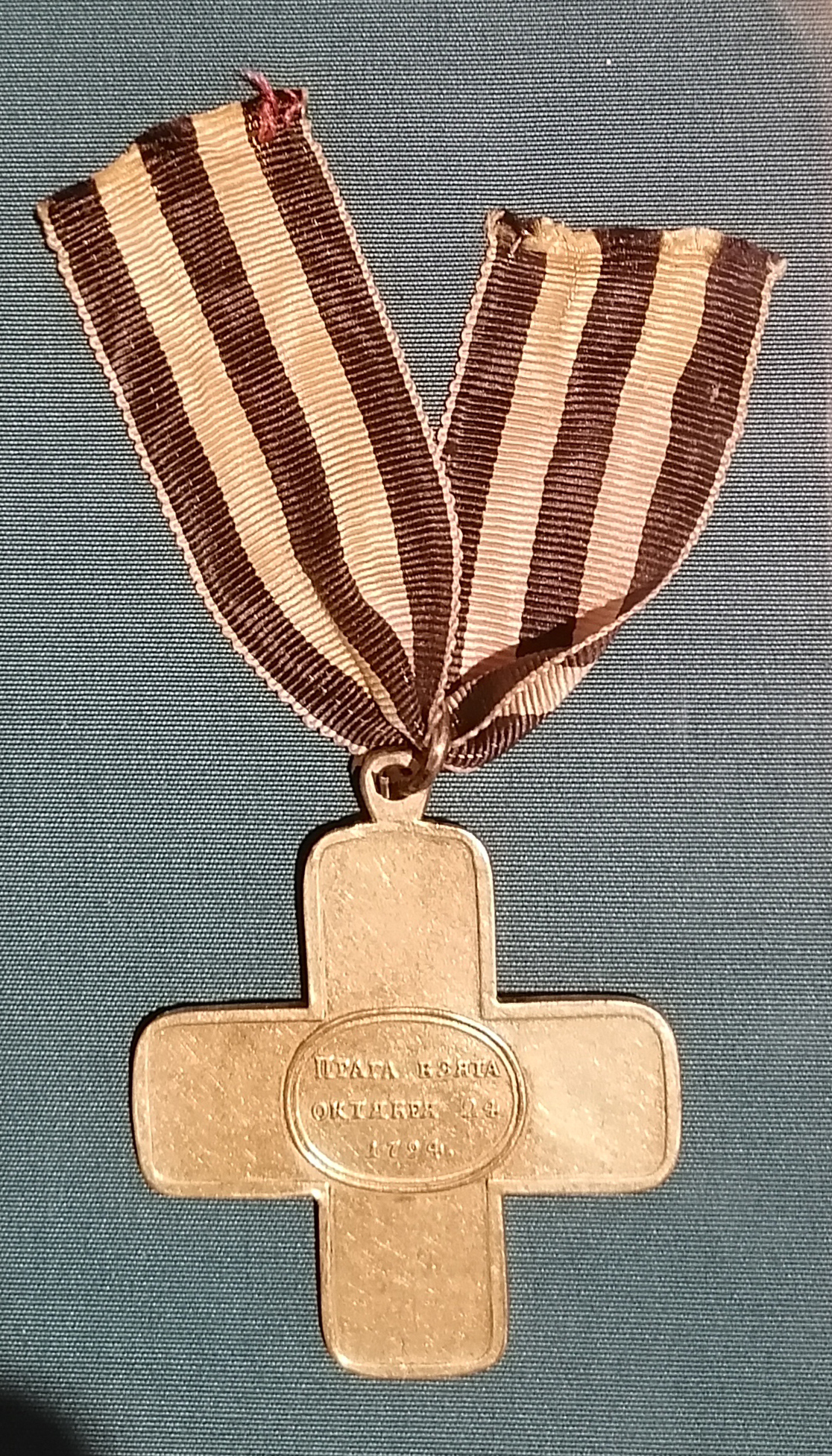
Крест «За взятие Праги» из собрания Эрмитажа
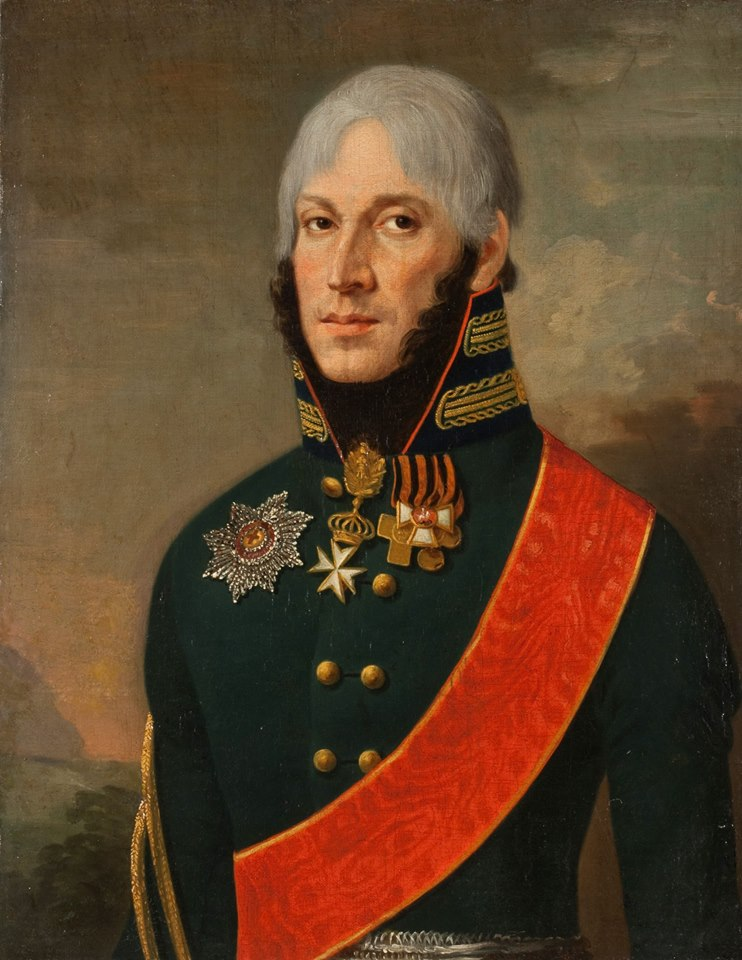
Портрет Леонтия Ивановича Депрерадовича c крестом «За взятие Праги»
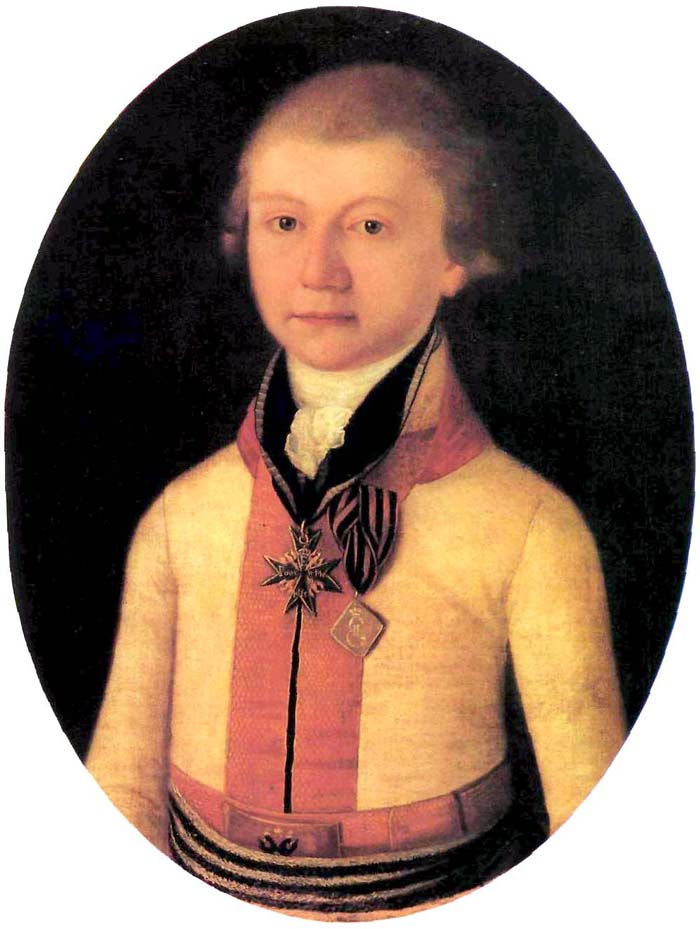
Портрет Александра Фёдоровича Буксгевдена c ромбовидной медалю «За взятие Праги»

## Источник
- Крест за взятие Варшавы. 1794 г. Архивная копия от 4 марта 2016 на Wayback Machine